# 보르제크 도치칼
보르제크 도치칼(체코어: Bořek Dočkal, 1988년 9월 30일 ~ )은 체코의 전 축구 선수로 과거 미드필더로 활약했다.

## 선수 경력

### 클럽
2006년 슬라비아 프라하에서 데뷔한 후 2006-07 시즌을 마치고 SK 클라드노로 임대 이적하여 리그 14경기 2골을 기록한 뒤 슬로반 리베레츠로 이적하여 2011-12 시즌까지 공식전 90경기 13골을 기록하는 맹활약으로 2008-09년 리그 3위, 2번의 UEFA 유로파리그 진출(2008-09년, 2009-10년), 2011-12년 리그 우승에 관여했으며 2010-11 시즌 중반에는 터키 쉬페르리그의 코니아스포르에서 잠시 임대 선수로 활동하기도 했다.
그리고 노르웨이 엘리테세리엔의 로젠보르그 BK로 이적 후 2013 시즌까지 80경기 30골의 눈부신 활약으로 2013 리그 준우승, 2013년 노르웨이컵 준우승에 기여했으며 2013 시즌을 마치고 스파르타 프라하 이적을 통해 고국으로 돌아왔다.
고국으로 돌아온 후 2016-17 시즌까지 143경기 34골을 터뜨리며 2013-14년 리그 우승, 리그 2연속 준우승(2014-15, 2015-16), 2013-14년 체코컵 우승, 2014년 체코 슈퍼컵 우승, 2016-17년 리그 3위 등에 크게 공헌했고 2017년 2월 스파르타 프라하를 떠나 중국 슈퍼리그의 허난 쑹산 룽먼으로 이적하여 2017 시즌 리그 23경기 4골을 기록했다.
그 이후 2018년 2월 메이저 리그 사커의 필라델피아 유니언으로 임대 이적하여 공식전 36경기 5골을 기록하며 2018년 US 오픈컵 준우승에 관여한 뒤 2018-19 시즌을 앞두고 친정팀인 스파르타 프라하로 복귀하여 2연속 리그 3위 입상에 일조했다.

### 국가대표팀
체코 U-21 대표팀의 주장을 맡아 2012년 하계 올림픽 예선을 겸한 2011년 UEFA U-21 축구 선수권 대회에 출전했으나 팀은 4강에서 스위스에, 3·4위전에서는 벨라루스에 발목이 잡혀 12년만의 올림픽 본선행이 좌절되는 아픔을 겪었다.
그리고 이듬해인 2012년 체코 성인대표팀에 첫 발탁된 뒤 11월 14일 이웃 국가인 슬로바키아와의 친선 경기에서 국제 A매치 데뷔골을 신고했고 이후 UEFA 유로 2016 본선에도 출전하기도 했으며 현재까지 A매치 통산 40경기 7골을 기록 중이다.

## 수상

### 클럽
슬로반 리베레츠
- 1. 체스카 포트발로바 리가 : 우승 (2011-12), 3위 (2008-09)

스파르타 프라하
- 1. 체스카 포트발로바 리가 : 우승 (2013-14), 준우승 (2014-15, 2015-16), 3위 (2018-19, 2019-20)
- 체코컵 : 우승 (2013-14)
- 체코 슈퍼컵 : 우승 (2014)

 필라델피아 유니언
- US 오픈컵 : 준우승 (2018)

## 경력 통계
2018년 8월 21일 기준
| 시즌      | 클럽                     | 디비전           | 리그 | 리그 | 컵   | 컵 | 국제 대회 | 국제 대회 | 합계 | 합계 |
| 시즌      | 클럽                     | 디비전           | 출장 | 골   | 출장 | 골 | 출장      | 골        | 출장 | 골   |
| --------- | ------------------------ | ---------------- | ---- | ---- | ---- | -- | --------- | --------- | ---- | ---- |
| 2006–07   | 슬라비아 프라하          | 체코 1부 리그    | 6    | 1    | 0    | 0  | -         | -         | 6    | 1    |
| 2007–08   | 클라드노 (임대)          | 체코 1부 리그    | 14   | 2    | 0    | 0  | -         | -         | 14   | 2    |
| 2007–08   | 슬로반 리베레츠          | 체코 1부 리그    | 14   | 1    | 0    | 0  | -         | -         | 14   | 1    |
| 2008–09   | 슬로반 리베레츠          | 체코 1부 리그    | 27   | 5    | 0    | 0  | 2         | 0         | 29   | 5    |
| 2009–10   | 슬로반 리베레츠          | 체코 1부 리그    | 29   | 5    | 0    | 0  | 4         | 0         | 33   | 5    |
| 2010–11   | 코니아스포르 (임대)      | 쉬페르리그       | 9    | 0    | 0    | 0  | -         | -         | 9    | 0    |
| 2010–11   | 슬로반 리베레츠          | 체코 1부 리그    | 13   | 2    | 0    | 0  | -         | -         | 13   | 2    |
| 2011–12   | 슬로반 리베레츠          | 체코 1부 리그    | 1    | 0    | 0    | 0  | -         | -         | 0    | 0    |
| 2011      | 로센보르그               | 엘리테세리엔     | 13   | 2    | 1    | 0  | 2         | 0         | 16   | 2    |
| 2012      | 로센보르그               | 엘리테세리엔     | 27   | 10   | 4    | 6  | 12        | 7         | 43   | 23   |
| 2013      | 로센보르그               | 엘리테세리엔     | 15   | 2    | 2    | 2  | 4         | 1         | 21   | 5    |
| 2013–14   | 스파르타 프라하          | 체코 1부 리그    | 25   | 3    | 8    | 1  | -         | -         | 33   | 4    |
| 2014–15   | 스파르타 프라하          | 체코 1부 리그    | 29   | 10   | 4    | 1  | 12        | 1         | 44   | 12   |
| 2015–16   | 스파르타 프라하          | 체코 1부 리그    | 29   | 8    | 2    | 0  | 16        | 5         | 47   | 13   |
| 2016–17   | 스파르타 프라하          | 체코 1부 리그    | 11   | 4    | 1    | 0  | 6         | 1         | 18   | 5    |
| 2017      | 허난 젠예                | 중국 슈퍼리그    | 23   | 4    | 0    | 0  | -         | 0         | 23   | 4    |
| 2018      | 필라델피아 유니언 (임대) | 메이저 리그 사커 | 22   | 5    | 3    | 0  | -         | -         | 25   | 5    |
| 경력 합계 | 경력 합계                | 경력 합계        | 285  | 60   | 25   | 10 | 58        | 15        | 348  | 81   |